# Herman Geelmuyden
Herman Geelmuyden (22 januari 2002) is een Noors voetballer die als aanvaller voor Stabæk Fotball speelt.

## Carrière
Herman Geelmuyden speelde tot 2017 in de jeugdopleiding van Stabæk Fotball. In 2018 speelde hij alleen in het tweede elftal, waarmee hij uit de 2. Divisjon naar de 3. Divisjon degradeerde. In dat seizoen zat hij ook enkele wedstrijden bij de selectie van het eerste elftal, waarin hij in het volgende seizoen debuteerde. Dit was op 1 mei 2019, in de met 1-3 gewonnen bekerwedstrijd tegen IL Heming. In zijn tweede wedstrijd in het eerste elftal, in de volgende bekerronde tegen Elverum Fotball, scoorde hij zijn eerste doelpunt. Zijn competitiedebuut maakte hij op 23 juni 2019, in de met 0-1 gewonnen uitwedstrijd tegen Kristiansund BK. Hij liep een paar keer stage bij PSV, wat hem in januari 2020 overnam toen hij 18 jaar werd. Een jaar later, op 1 februari 2021, keerde hij terug bij Stabæk.

### Statistieken

#### Beloften
| Seizoen                      | Club              | Land            | Competitie      | Competitie | Competitie | Totaal | Totaal |
| Seizoen                      | Club              | Land            | Competitie      | Wed.       | Dlp.       | Wed.   | Dlp.   |
| ---------------------------- | ----------------- | --------------- | --------------- | ---------- | ---------- | ------ | ------ |
| 2018                         | Stabæk Fotball II | Noorwegen       | 2. Divisjon     | 9          | 2          | 9      | 2      |
| 2019                         | Stabæk Fotball II | Noorwegen       | 3. Divisjon     | ?          | ?          | ?      | ?      |
| Totaal beloften              | Totaal beloften   | Totaal beloften | Totaal beloften | 9          | 2          | 9      | 2      |
| Bijgewerkt op 5 januari 2020 |                   |                 |                 |            |            |        |        |

#### Senioren
| Seizoen                      | Club            | Land            | Competitie      | Competitie | Competitie | Beker | Beker | Totaal | Totaal |
| Seizoen                      | Club            | Land            | Competitie      | Wed.       | Dlp.       | Wed.  | Dlp.  | Wed.   | Dlp.   |
| ---------------------------- | --------------- | --------------- | --------------- | ---------- | ---------- | ----- | ----- | ------ | ------ |
| 2018                         | Stabæk Fotball  | Noorwegen       | Eliteserien     | 0          | 0          | 0     | 0     | 0      | 0      |
| 2019                         | Stabæk Fotball  | Noorwegen       | Eliteserien     | 5          | 0          | 4     | 1     | 9      | 1      |
| Totaal senioren              | Totaal senioren | Totaal senioren | Totaal senioren | 5          | 0          | 4     | 1     | 9      | 1      |
| Carrièretotaal               | Carrièretotaal  | Carrièretotaal  | Carrièretotaal  | 14         | 2          | 4     | 1     | 18     | 3      |
| Bijgewerkt op 5 januari 2020 |                 |                 |                 |            |            |       |       |        |        |